# Auriol (Bouches-du-Rhône)
Auriol je obec ve Francii v departementu Bouches-du-Rhône.

## Poloha
Obec leží přibližně 25 km severovýchodně od Marseille a přibližně okolo 12 kilometrů severně od Aubagne.
V sousedství Auriolu leží na severu La Bouilladisse, na severovýchodě Trets, na východě Saint-Zacharie, na jihovýchodě Plan-d’Aups-Sainte-Baume, na jihu Gémenos, na jihozápadě Roquevaire a konečně La Destrousse na severozápadě.

## Historie
Místní řeka Huveaune poskytovala základ zemědělství v této oblasti dávno před založením Auriolu. Již v antických dobách zde stávalo vzkvétající město. O této době vypovídá zde nalezený poklad z roku 480 př. n. l. Později toto sídlo sloužilo jako domov římských veteránů. V roce 814 se toto místo v listinách zmiňuje pod názvem Le Polodium. V letech 1576-1584 zde řádila morová epidemie. V roce 1697 se poprvé objevila na městském znaku ve formě ptáka. Okolo roku 1700 zde žilo okolo 5000 obyvatel. Následná morová epidemie opět počet obyvatel zredukovala. K výraznějšímu rozvoji obce došlo v 19. století.

## Pamětihodnosti
- zvonice ze 17. a 18. století
- věžní hodiny
- kaple svatého Kříže

## Dopravní obslužnost
U Auriolu se nachází velká silniční křižovatka, kde se kříží dálnice A520 společně s dálnicí A52. A520 pak garantuje rychlé spojení s Marseille.

## Vývoj počtu obyvatel
| Rok            | 1962 | 1968 | 1975 | 1982 | 1990 | 1999 | 2008  |
| Počet obyvatel | 2741 | 3000 | 3278 | 5222 | 6788 | 9458 | 11969 |